# ОФГ Търговище
ОФГ Търговище е дивизия, в която играят отбори от област Търговище. Шампионът на областта участва в баражи за влизане в Североизточна аматьорска футболна лига.

## „A“ ОГ Търговище
През сезон 2022/23 в лигата играят 11 отбора.

### Отбори 2022/23
- Агроелит 1 (Макариополско)
- Балкан (Разбойна)
- Боровец 2002 (Търговище)
- Въбел (кв.Въбел, Търговище)
- Герлово 2016 (Обител)
- Левски (Омуртаг)
- Овчарово (Овчарово)
- Светкавица Търговище II (Търговище)
- Сокол (Трескавец)
- Тузлушка слава 2011 (Антоново)
- Черноломец 1919 II (Попово)